# Lipsiusbau
Le Lipsiusbau est un hall d'exposition situé à Dresde, Allemagne. Dans ce bâtiment, situé entre la Kunstakademie et l'Albertinum, des expositions d'art sont organisées par les Collections Nationales de Dresde.
L’exposition Blick auf Dresden (Vue de Dresde) a fait que le Lipsius-Bau (Bâtiment Lipsius), hors d’usage pendant des dizaines d’années à la suite de la Seconde Guerre mondiale, a été rouvert au public en octobre 2005. Les travaux de rénovation ont été effectués de façon à rendre visibles les traces de la destruction et à créer un contraste impressionnant entre ces dernières et l’architecture.
Aujourd’hui, ce « temple de l’art » construit par Constantin Lipsius (en) à la fin du XIXe siècle occupe à nouveau une place prééminente tant dans la silhouette de la ville de Dresde que dans le paysage culturel.